# Manuel Afonso Peres de Gusmão e Pimentel

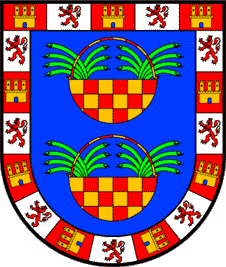
Escudo Medina-Sidonia

Manuel Afonso Peres de Gusmão e Pimentel (em castelhano: Manuel Alonso Pérez de Guzmán y Pimentel; Huelva 1671 - 1721), foi o 19º Conde de Niebla, 12º Duque de Medina-Sidónia, 10º Marquês de Cazaza, Capitão General de Mar Oceano e Costas da Andaluzia, pertenceu à Ordem do Tosão de Ouro, foi Capitão-general da Catalunha entre 1690 e 1693.

## Relações familiares
Foi filho de Juan Clarós Pérez de Guzmán y Fernández de Córdoba, 11º Duque de Medina-Sidonia e de Antónia Teresa Pimentel. Casou em Setembro de 1687, com 16 anos de idade, com Luísa de Silva Mendoza e de Haro, (1670 - 1722), de 17 anos de idade, filha de Gregorio María Domingo de Silva Mendoza y Sandoval, 5º Duque de Pastrana e de María de Haro e Guzmán, filha do 14º Marquês del Carpio, de quem teve 11 filhos, de quem se destacam:
1. Domingo Pérez de Guzmán y Silva (1691 - 1739), 13º Duque de Medina-Sidonia.[4]
2. Juana Pérez de Guzmán y Silva, (?- 1736), casou em 1713 com Fadrique Álvarez de Toledo y Moncada (1686 - 1753), 9º Marquês de Villafranca de Bierzo. Foram pais do sucessor Antonio Álvarez de Toledo y Pérez de Guzmán (1716 - 1773), Adiantado e Capitão Maior do Reino de Múrcia, Alcaide Perpetuo dos Reais Alcácers de Lorca, na Província de Múrcia, que casou com Teresa Fernández de Córdoba y Spínola, proveniente da Casa de Medinaceli.
3. Rosa Pérez de Guzmán y Silva, que casou com o aragonês Joaquín Palafox Centurión, 6º Marquês de Ariza, Almirante de Aragão de entre outros títulos.